# إعلان موجه

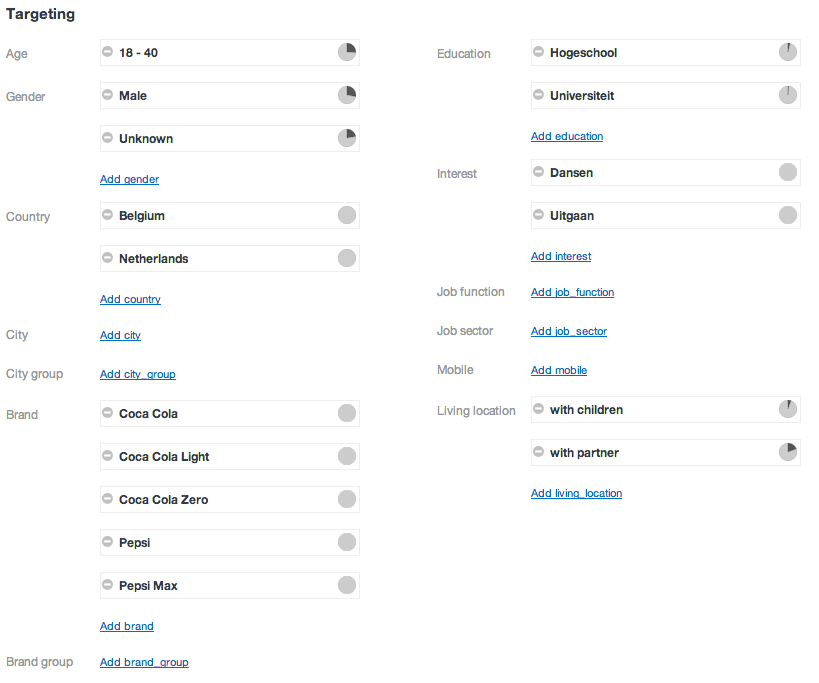

الإعلان الموجَّه هو أحد أشكال الإعلان، بما في ذلك الإعلان على شبكة الإنترنت، الموجَّه إلى جمهور يتمتع بصفات معينة، اعتمادًا على المنتَج أو الشخص الذي يروج له الإعلان. قد تكون هذه الصفات إما سكانية تركز على العرق، والحالة الاقتصادية، والجنس، والسن، والجيل، ومستوى التعليم، ومستوى الدخل، والوظيفة، أو متعلقة بالتجزئة السيكوغرافية فتعتمد على قيم المستهلك، وشخصيته، وسلوكه، وآرائه، ونمط حياته، واهتماماته. قد تكون أيضًا متغيراتٍ سلوكيةً، مثل سجل المتصفح، وسجل الشراء، وبعض النشاطات الحديثة الأخرى. يركز الإعلان الموجه على صفات معينة ويتلقى المستهلكين ممن لديهم تفضيل قوي الرسالة بدلًا من أولئك غير المهتمين ومن لا تطابق تفضيلاتهم ميزة المنتَج، ما يحد من إضاعة الفرص.
تُستبدل بالأشكال التقليدية للإعلان، بما فيها اللوحات الإعلانية، والجرائد، والمجلات، والإذاعة، إعلاناتٌ على الإنترنت. تغيرت تقنية المعلومات والاتصالات على مدى السنوات السابقة، ما أدى إلى انتشار الإعلان الموجه على جميع تقنيات المعلومات والاتصالات، مثل شبكة الإنترنت، وآي بي تي في (تلفزيون بروتوكول الإنترنت)، والبيئات المتنقلة. في إعلانات الجيل القادم، سترتفع أهمية الإعلانات الموجهة بشكل كبير، إذ إنها تنتشر عبر العديد من محطات تقنية المعلومات والاتصالات بشكل كبير.
على الرغم من ظهور محطات جديدة على شبكة الإنترنت، تتزايد الحاجة إلى الإعلانات الموجهة لأن الشركات تهدف إلى تقليل عدد الإعلانات المهدورة عن طريق استخدام وسائل تقنيات المعلومات. تستخدم معظم إعلانات الإعلام الجديد حاليًا مخدمات الرتبة الثانية لتصل إلى الفئة المستهدَفة، مثل تعقب نشاطات المستهلكين على شبكة الإنترنت أو الشبكة العنكبوتية، أو ربط المعلومات السكانية للمستهلكين بصفحات الإنترنت الجديدة التي يستخدمونها، أو استخدام كلمة مفتاحية في البحث لتشكل أساسًا لقاعدة الاهتمامات الضمنية، أو الإعلانات السياقية.

## الأنواع
تخلق خدمات الويب مشاريع تجارية جديدة وفرصًا لإيرادات شركات الإنترنت بشكل مستمر. طورت الشركات مقدرات تكنولوجية بشكل سريع تسمح لها بجمع المعلومات عن مستخدمي الويب. يمكن لمزودات خدمات الإنترنت عرض إعلانات مرتبطة بتفضيلات المستهلك عن طريق تعقب ومراقبة المواقع التي يزورها المستخدمون. تستخدم العديد من المواقع على شبكة الإنترنت تقنيات الاستهداف هذه لتعقب سلوك مستخدمي الإنترنت، ويطرح ذلك جدلًا كبيرًا بخصوص قضايا الخصوصية.

### التسويق من خلال محركات البحث
يستخدم التسويق من خلال محركات البحث محركات البحث ليصل إلى الجمهور الهدف. على سبيل المثال، تُعتبر حملات تجديد النشاط التسويقي لجوجل أحد أنواع الإعلان الموجه، إذ تستخدم مواقع الإنترنت عناوين الآي بي للحواسيب التي زارت مواقعها لإعادة تسويق إعلاناتها على وجه الخصوص للمستخدم الذي زار موقعها مسبقًا بينما يستخدم مواقع تُعتبر جزءًا من شبكة جوجل الإعلانية، أو عند البحث عن كلمات مفتاحية متعلقة بالمنتج أو الخدمة على محرك بحث جوجل. من الممكن أن تحسّن إعادة النشاط التسويقي الديناميكية الإعلان الموجه، إذ يمكن للإعلانات أن تتضمن المنتجات أو الخدمات التي تصفحها المستهلك سابقًا على موقع المعلِن.
تظهر الإعلانات على جوجل أدووردز على منصات مختلفة. تعرض شبكة البحث الإعلانات على بحث جوجل، وعلى مواقع أخرى خاصة بجوجل مثل الخرائط، والتسوق، ومئات المواقع الشريكة في بحث جوجل التي تعرض إعلانات الأدووردز المتطابقة مع نتائج البحث. تحتوي الشبكة الإعلانية على مجموعة من مواقع جوجل (مثل موقع جوجل فاينانس، وجي ميل، والمدونة، ويوتيوب)، ومواقع شريكة، ومواقع متنقلة، وتطبيقات تظهر إعلانات الأدووردز المطابقة لمحتوى الصفحة المعطاة. قد يكون هذان النوعان من الشبكات الإعلانية مفيدين لكل هدف من أهداف الشركة، أو أنواع الشركة. على سبيل المثال، يمكن لشبكات البحث هذه إفادة الشركة في هدف مثل إيصال أبحاث المستهلكين عن خدمة أو منتج معين.
من بين الطرق الأخرى التي تستهدف فيها حملات الإعلانات المستخدم هي استخدام تاريخ المتصفح وتاريخ البحث، فمثلًا، إذا كتب المستخدم كلمة أقلام ترويجية في محرك بحث مثل جوجل، ستظهر إعلانات الأقلام الترويجية في أعلى الصفحة فوق الصفحات الأساسية، وستوجَّه هذه الإعلانات إلى منطقة عنوان الآي بي الخاص بالمستخدم، وتظهر المنتج أو الخدمة في المنطقة المحلية أو المناطق المحيطة، وكلما زاد عدد مواقع وجود الإعلان زاد نفعه وسجل درجة أعلى على مقياس الجودة. تتأثر جودة الإعلان بالمكونات الخمسة لدرجات مقياس الجودة:
- المعدل المتوقع لعدد مرات الضغط على الإعلان
- جودة الصفحة المراد الوصول إليها
- مدى ملائمة الإعلان للبحث
- الأداء الجغرافي
- الأجهزة المستهدفة

عندما تُقيّم جودة الإعلان وفقًا لتلك المعايير الخمسة، ستؤثر على المعلِن من خلال تحسين كفاءة بيع الإعلان بالمزاد العلني، والدفع الفعلي عند الضغط، والموقع، وتقديرات مناقصة موقع الإعلان،  لتحديد درجة الجودة الأفضل، وأفضل موقع للإعلان، وأقل التكاليف.
يستخدم جوجل شبكة العرض لتعقب ما يبحث عنه المستخدمون ولجمع المعلومات عنهم. عند زيارة مستخدم ما لموقع يستخدم شبكة عرض جوجل، سيرسل علامات ارتباط إلى جوجل يجدها عنوان الآي بي، ثم يشكل لمحة موجزة عنه، ما يسمح لجوجل بتوجيه الإعلانات بسهولة وبشكل أكثر خصوصية إلى المستخدم نفسه. على سبيل المثال، في حال زار المستخدم مواقع شبكات ترويجية تبيع أقلام ترويجية بشكل متكرر، سيجمع جوجل بيانات حول المستخدم مثل عمره، وجنسه، وموقعه، ومعلومات سكانية أخرى، بالإضافة إلى معلومات حول المواقع التي يزورها، ثم سيخصص للمستخدم فئة من المنتجات الترويجية، ما يسمح لجوجل بعرض الإعلانات بسهولة على المواقع التي يزورها المستخدم والمرتبطة بالمنتجات الترويجية. يُسمى هذا النوع من الإعلانات الإعلانات السلوكية أيضًا لأنها تتعقب سلوك المستخدم على الموقع وتعرض إعلانات اعتمادًا على صفحات سابقة أو مصطلحات بحثية.

### الاستهداف على وسائل التواصل الاجتماعي
الاستهداف على وسائل التواصل الاجتماعي هو أحد أشكال الإعلان الموجه الذي يستخدم ميزات التوجه العام مثل الاستهداف الجغرافي، والاستهداف السلوكي، والاستهداف الاجتماعي السيكوغرافي، ويجمع المعلومات التي قدمها المستهلك على كل منصات التواصل الاجتماعي. وفقًا لتاريخ مشاهدات مستخدمي وسائل الإعلام، ستوجه إعلانات متعلقة بخدمات أو منتجات معينة المستهلكين المهتمين بهذه الأشياء بشكل تلقائي. على سبيل المثال، في حال أُعجِب مستهلك ما بصفحات خاصة بالملابس على الفيسبوك، سيتلقى إعلانات بناءً على هذه الإعجابات والمنطقة التي قال إنه يعيش فيها، ما يسمح للمعلنين باستهداف مستهلكين معينين وتحديد المدن والاهتمامات الملائمة لحاجاتهم. تشكل وسائل التواصل الاجتماعية صورة موجزة عن المستهلك وذلك عن طريق البحث في مكان واحد فقط هو الصفحة الشخصية الخاصة بالمستخدم حيث تُوجد كل الاهتمامات و«الإعجابات».
على سبيل المثال، يسمح موقع فيسبوك للمعلنين باستهداف الأشخاص عن طريق استخدام صفات شاملة مثل الجنس، والسن، والموقع. بالإضافة إلى ذلك، يسمح باستهداف أكثر تحديدًا بالاعتماد على الخصائص السكانية، والسلوك، والاهتمامات.